# Georg Christian Seekatz
Georg Christian Seekatz, auch Georg Christian II. Seekatz (* 21. September 1722 in Grünstadt; † 7. April 1788 in Darmstadt) war ein deutscher Maler der Barockzeit und ein Bruder des bekannteren Johann Conrad Seekatz.

## Leben und Werk

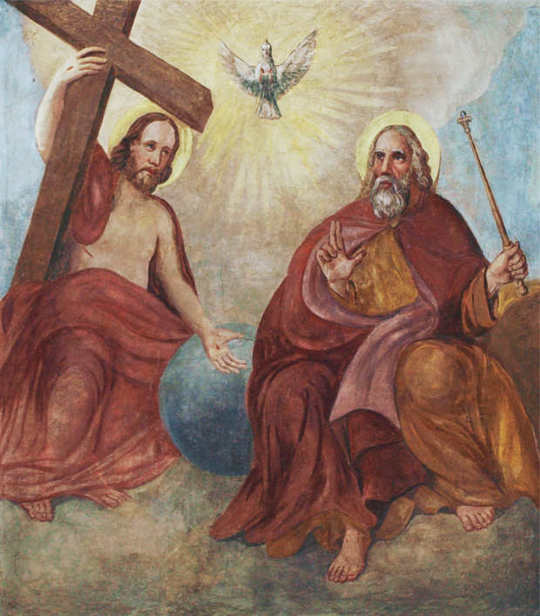
„Dreifaltigkeit“ von Georg Christian Seekatz, ev. Kirche Bischofsheim

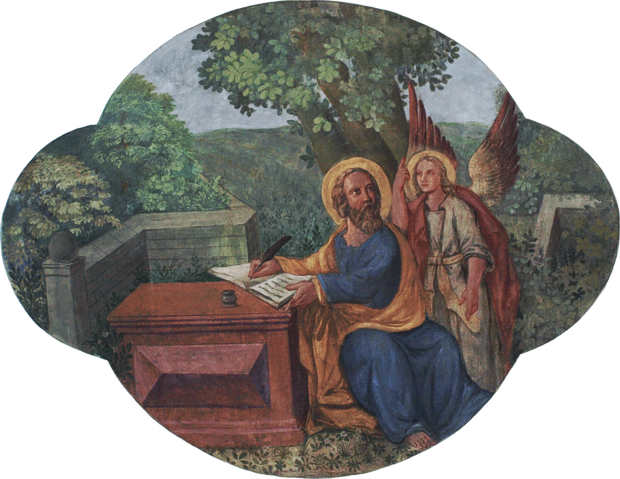
„Evangelist Matthäus“ von Georg Christian Seekatz, ev. Kirche Bischofsheim

Georg Christian Seekatz wurde als Sohn des gräflich leiningischen Hofmalers Johann Martin Seekatz (1680–1729) und dessen Frau Juliana Magdalena geb. Kuhlmann, in dem Residenzstädtchen Grünstadt geboren. Dort war der Vater bis 1725 tätig und übersiedelte dann nach Worms, da er einen größeren Auftrag zur Ausgestaltung der protestantischen Dreifaltigkeitskirche erhielt.
Der Vater, Johann Martin Seekatz starb bereits 1729, noch bevor er den Kirchenauftrag vollenden konnte. Dies übernahm sein Sohn Johann Ludwig Seekatz, der das Malen von ihm erlernt hatte und sich gemeinsam mit seinem jüngeren Bruder Johann Conrad Seekatz zu Worms im väterlichen Metier betätigte. 1747 gestalteten beide Brüder in Gemeinschaftsarbeit die Empore der Bergkirche zu Osthofen.
Georg Christian Seekatz hat sicherlich die Malerei bei seinen beiden älteren Brüdern Johann Ludwig und Johann Conrad erlernt. Letzterer wirkte schließlich ab 1753 als gefragter Künstler und Hofmaler in Darmstadt, wo Georg Christian bereits seit 1752 ebenfalls als Hofmaler und Hofvergolder arbeitete, dann jedoch eindeutig im Schatten des begabteren Bruders stand.
Der Malstil von Georg Christian Seekatz ist ähnlich dem seines Vaters Johann Martin und seines Bruders Johann Ludwig. Dies kommt deutlich in den Deckengemälden der evangelischen Kirche von Bischofsheim zum Ausdruck, die zu den bekanntesten Werke von Georg Christian Seekatz gehören. In ländlich barocker Schönheit schuf er hier die Trinität und die vier Evangelisten. Die Gemälde waren Mitte des 19. Jahrhunderts überstrichen beziehungsweise überputzt und erst 1909 wieder freigelegt und restauriert worden, als man ihren Wert erkannte. Heute zählen sie zu den bedeutendsten Sehenswürdigkeiten des hessischen Ortes.
Georg Christian Seekatz wird häufig auch als Georg Christian II. Seekatz bezeichnet, um ihn deutlicher von seinem ebenfalls malenden Onkel Georg Friedrich Christian Seekatz (1683–1750), dem Bruder seines Vaters, zu unterscheiden.